# Wille Mäkelä
Pour les articles homonymes, voir Mäkelä.
Wille Mäkelä (né le 2 mars 1974 à Hyvinkää) est un curleur finlandais.

## Jeux olympiques
- Jeux olympiques d'hiver de 2006 à Turin  Italie:
  -  Médaille d'argent en Curling.